# پراویدنس
پراویدنس (به انگلیسی: Providence) شهری در ایالت رودآیلند کشور ایالات متحده آمریکا است که جمعیت آن در سرشماری سال ۲۰۱۰ میلادی، ۱۷۸٬۰۴۲ نفر بوده‌است.پراویدنس قدیمی‌ترین شهر در ایالات متحده آمریکا محسوب می‌شود.

## مراکز علمی-فرهنگی
- دانشگاه براون
- مدرسه طراحی رود آیلند